# Onthophagus sloanei
Onthophagus sloanei là một loài bọ cánh cứng trong họ Bọ hung (Scarabaeidae).